# Кар'єр Йошлик-1
Кар'єр Йошлик-1 — гігантський гірничодобувний майданчик, що споруджується на сході Узбекистану.
Спорудження кар'єру річною потужністю 65 (за іншими даними — 60) млн тонн мідно-молібденової руди веде Алмалицький гірничо-металургійний комбінат, який за єдиним проєктом також зводить третю збагачувальну фабрику продуктивністю 60 млн тонн на рік та провадить розширення мідеплавильного заводу. На першому етапі при досягненні глибини у 130 метрів очікується продуктивність кар'єру на рівні 25 млн тонн, а повний показник розраховують отримати не раніше ніж у 2028 році. Станом на квітень 2024 року на Йошлик-1 було вже виконано розкривних робіт в обсязі 183 млн м3, а його глибина сягнула 90 метрів.
Кар'єр призначений для розробки родовища, що в радянські часи було відоме як «Дальнєє». Наразі передбачається, що у підсумку Йошлик-1 та введений ще наприкінці 1950-х інший гігантський кар'єр Кальмакир можуть стати одним кар'єром на об'єкті, який називають «родовище Олій-Зійо».
Ресурси руди Йошлик-1 оцінюються у 5,5 млрд тонн, а його запуск має дозволити Алмалицькому ГМК вийти на річний рівень виробітки у 400 тисяч тонн міді (наразі мідеплавильний завод може продукувати 149 тисяч тонн міді) та 50 тонн золота (збільшення у 1,7 раза).